# Hudson Austin
Hudson Austin (Granada, 26 de abril de 1938 – 24 de setembro de 2022) foi um general granadino do Exército Revolucionário Popular de Granada. Após o assassinato de Maurice Bishop, em outubro de 1983, formou um governo militar do qual foi presidente. Contudo, ele ficaria no poder por apenas seis dias, pois o governo dos Estados Unidos decidiu invadir o país para derrubar o regime de Hudson. Encarcerado, ele só foi libertado da prisão em 2008.